# Подоский, Юзеф Антоний
Юзеф Антоний Подоский (1710 — 17 января 1779) — государственный и военный деятель Речи Посполитой, воевода плоцкий (1761—1778), кухмистр великий литовский (1750—1761), генерал-адъютант королевский, генерал-лейтенант войск коронных (1758), генерал-майор войск коронных (1754), староста бобровницкий (1744—1754), добжинский, карачковский, покрживницкий и злотырийский. Посол Речи Посполитой в Османской империи (1759—1760).

## Биография
Представитель польского шляхетского рода Подоских герба «Юноша». Сын воеводы плоцкого Николая Подоского (1676—1762) и Марианны Рокитницкой (1683—1731/1737).
С 1724 года он учился в иезуитском колледже в Бранево. В 1732 году Юзеф Антоний Подоский был избран депутатом (послом) от Плоцкого воеводства на внеочередной сейм. В 1733 году от Добжинской земли и Русского воеводства подписал элекцию Станислава Лещинского на польский престол.
В 1734 году — делегат от Добжинской земли на Дзиковскую конфедерацию. В 1736 году он был избран депутатом от Добжинской земли на пацификационный сейм. В 1744 году — депутат Гродненского сейма от Добжинской земли.
В 1759—1760 годах Юзеф Антоний Подский служил посланцем Речи Посполитой в Константинополе. Как и предыдущий посол Ян Кароль Вандалин Мнишек (1755—1756), он смог добиться различных преимуществ в торговых отношениях между Османской империей и Речью Посполитой. Кроме того, он получил от турецкого правительства подтверждение дружественных отношений между двумя государствами.
В 1764 году — член конфедерации Чарторыйских. В том же году Юзеф Антоний Подоский в качестве депутата элекционного сейма от Плоцкого воеводстве подписал элекцию Станислава Августа Понятовского. В том же 1764 году — член военной коронной комиссии. Тогда же на коронационном сейме он был назначен членом комиссии по compositio inter status.
Член Радомской конфедерации (1767). 23 октября 1767 года он стал членом сеймовой делегации, которая была создана под давлением российского посла князя Николая Репнина для утверждения прежней конституции Речи Посполитой. 18 сентября 1773 года он подписал договор об уступке Речью Посполитой части своих земель России, Австрии и Пруссии (Первый раздел Речи Посполитой). В 1776 году он вошел в состав конфедерации Анджея Мокроновского.
Кавалер Ордена Белого орла (1757) и Ордена Святого Станислава (1766).

## Семья
Юзеф Антоний Подоский был дважды женат. Его первой женой была княжна Катарина Огинская, дочь подстолия великого литовского, князя Казимира Марциана Огинского (1696—1727) и Марии Катарины Гумиецкой (1701—1759). Брак был бездетным.
Вторично женился на Елене Александре Малаховской (1741—1772), дочери канцлера великого коронного Яна Малаховского (1698—1762) и Изабеллы Гумиецкой (ум. 1783). Дети от второго брака:
- Ксавера Подоская (1771—1786), жена каштеляна плоцкого и рачёнжского Франтишека Ксаверия Збоинского (1751—1818).